# Ervenik Zlatarski (Zlatar Bistrica)
Ervenik Zlatarski is een plaats in de gemeente Zlatar Bistrica in de Kroatische provincie Krapina-Zagorje. De plaats telt 132 inwoners (2001).